# Fasor

Voorbeeld van een RLC-kring met bijbehorend fasordiagram

In de natuurkunde, in het bijzonder in de complexe wisselstroomrekening is een fasor, van fasevector, een voorstelling van een sinusoïde waarvan de amplitude {\displaystyle A}, de hoekfrequentie {\displaystyle \omega } en de fase {\displaystyle \varphi } constant zijn, dus in de tijd niet veranderen. De fasor is een complex getal, dus in poolcoördinaten met lengte {\displaystyle A} en argument {\displaystyle \varphi }.
- In de natuurkunde kan zo een harmonische trilling worden voorgesteld.
- In de elektronica kan zo het faseverschil van de elektrische stroom ten opzichte van de elektrische spanning worden voorgesteld, bijvoorbeeld bij een circuit dat een condensator of een spoel bevat.

Met behulp van fasors kan de afhankelijkheid van {\displaystyle A}, {\displaystyle \omega } en {\displaystyle \varphi } in drie aparte factoren worden gescheiden. Dit is in het bijzonder nuttig wanneer de factor met de hoekfrequentie, die de tijdsafhankelijkheid beschrijft, voor alle termen in een lineaire combinatie van sinusvormige functies dezelfde is, zodat deze factor kan worden uitgedeeld en alleen de factoren met {\displaystyle A} en {\displaystyle \varphi } overblijven. Het resultaat is dat goniometrische betrekkingen en lineaire differentiaalvergelijkingen in algebraïsche vergelijkingen overgaan. Om deze reden wordt wel alleen het complexe getal {\displaystyle A\ (\cos(\varphi )+i\sin(\varphi ))=Ae^{i\varphi }} als fasor aangeduid.
De fasor {\displaystyle Ae^{i\varphi }} met de poolcoördinaten {\displaystyle A} en {\displaystyle \varphi } wordt wel genoteerd als een paar {\displaystyle A\angle \varphi } gescheiden door het symbool voor hoek. Deze notatie wordt ook de grootte/hoeknotatie of fasornotatie genoemd.